# Eikosanoid

Metabolické cesty syntézy různých eikosanoidů

Eikosanoid či ikosanoid (řec. eikosa–dvacet) je oxygenovaný produkt metabolismu dvacetiuhlíkatých mastných kyselin, zejména kyseliny arachidonové. Eikosanoidy vznikají především účinkem enzymů cyklooxygenázy, cytochromu P450, lipogenázy či neenzymaticky v jiných metabolických cestách.
Ač je tato definice poměrně široká, běžně se k eikosanoidům řadí hlavně leukotrieny a tři skupiny prostanoidů: prostaglandiny, prostacykliny a tromboxany. Teoreticky však k eikosanoidům mohou být řazeny i další látky, jako hepoxiliny, resolviny, izofurany, izoprostany, lipoxiny, epilipoxiny, epoxyeikosatrienové kyseliny (EET) a endokanabinoidy. Leukotrieny a prostanoidy jsou někdy označovány jako „klasické eikosanoidy“, zatímco ostatní jmenované se označují jako „neobvyklé“ (angl. „novel“ či „non-classic“).
Eikosanoidy jsou vnitrobuněčné signalizační molekuly (tzv. autokrinní), které ovlivňují svalový stah, srážení krve, bolest či například zánět.